# Asier Nieto Marcos
Asier Nieto Marcos (geboren am 21. November 1997 in Etxebarri) ist ein spanischer Handballspieler, der auf der Spielposition im linken Rückraum eingesetzt wird.

## Vereinskarriere
Nieto begann mit dem Handball in Basauri. Von dort wechselte er zu BM Barakaldo in die División de Honor Plata. Ab Sommer 2015 spielte er für BM Torrelavega und ab 2016 für BM Alcobendas, mit dem ihm der Aufstieg in die Liga Asobal gelang. Ab 2018 lief er für Bada Huesca auf, bei dem er im Juni 2021 seinen Vertrag bis 2023 verlängerte. Im Juni 2022 wechselte er zum Verein Bidasoa Irun, der ebenfalls in der Liga Asobal spielt; er erhielt einen Vertrag für vier Jahre. Nach der Saison 2024/2025 wird er Bidasoa Irun verlassen.
Nieto wechselte zur Saison 2025/2026 nach Frankreich zum in der Starligue spielenden Verein Cesson Rennes Métropole Handball.
Mit dem Team aus Irun nahm er an europäischen Vereinswettbewerben teil.

## Auswahlmannschaften
Er stand im Aufgebot spanischer Nachwuchsauswahlmannschaften. Sein erstes Spiel für Spanien absolvierte er am 29. Juni 2015 mit der juvenil selección gegen die Auswahl Österreichs. Als Jugendnationalspieler wurde er mit der Auswahl Spaniens Vierter bei der U-19-Weltmeisterschaft in Russland (2015). Mit der Juniorenauswahl gewann er die Goldmedaille bei der Junioren-Europameisterschaft in Dänemark (2016) sowie bei der Junioren-Weltmeisterschaft in Algerien (2017). In 56 Spielen bis Juli 2017 in den Nachwuchsteams erzielte er 28 Tore.
Seinen ersten Einsatz für die spanische A-Nationalmannschaft hatte er am 28. Juni 2022 gegen die Türkei. Er gewann mit seinem Team die Goldmedaille bei den Mittelmeerspielen 2022. Nieto hatte im Jahr 2022 sechs Einsätze für die A-Auswahl und warf darin 14 Tore.

## Privates
Sein Bruder Gorka Nieto Marcos spielt ebenfalls Handball.